# Francesco Algarotti

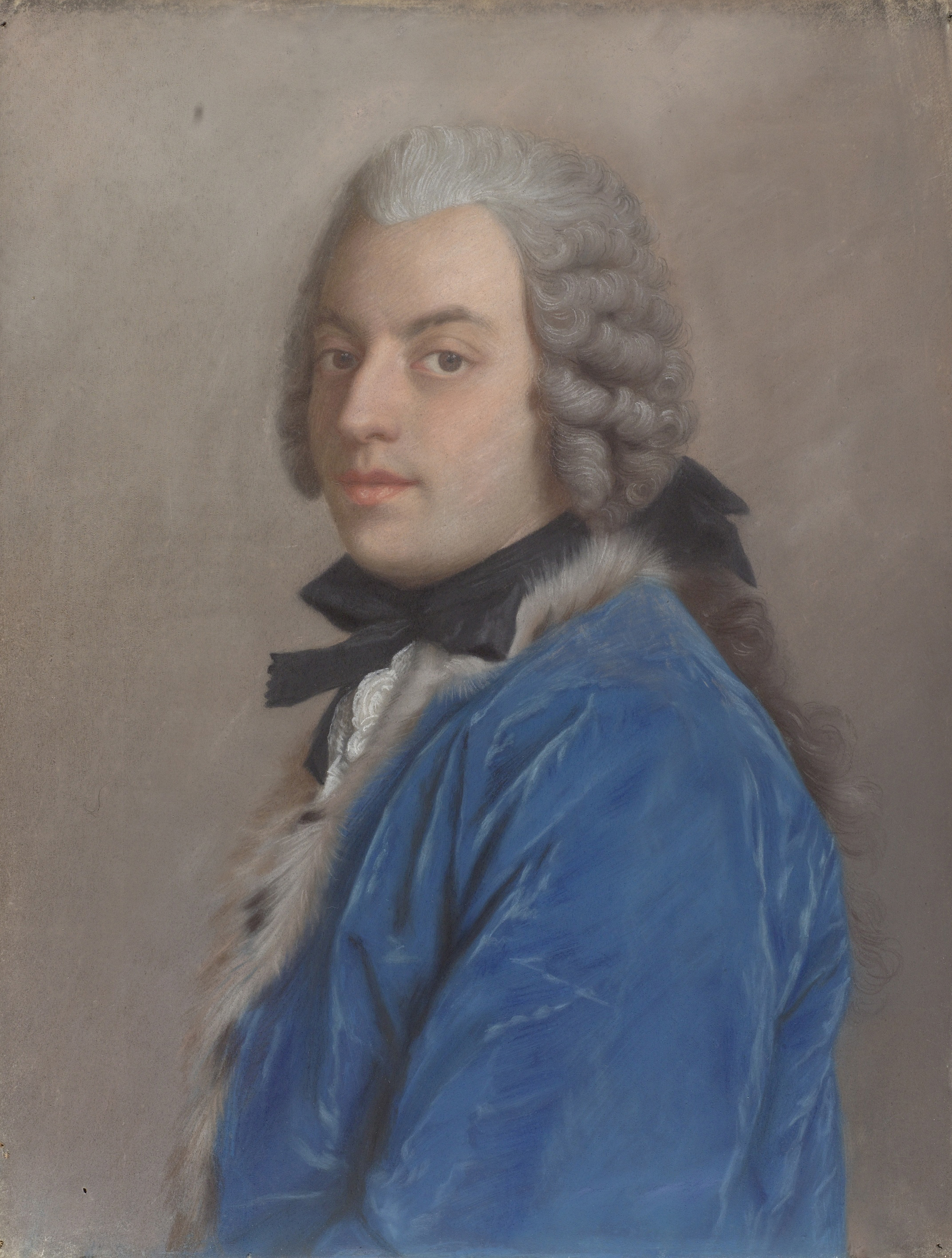
Francesco Algarotti (1741 of 1745?) door Jean-Étienne Liotard in het Rijksmuseum

Francesco Algarotti (Venetië, 11 december 1712 - Pisa, 3 mei 1764) was een Italiaanse romanschrijver, essayist en kunstkenner. Algarotti speelde een belangrijke rol in het populariseren van wetenschap en kunst. Hij was een groot voorstander van de theorieën van Isaac Newton en schreef een van zijn populairste essays over hem. Verder publiceerde hij over architectuur, schilderkunst, opera, heidendom, de Inca's, de Franse en de Italiaanse taal. Als propagandist van de Verlichting, kenner van de Italiaanse bouwkunst en een expert in Italiaanse schilderkunst, bracht hij zichzelf bij August III van Polen en Frederik de Grote als een voorstander van Andrea Palladio naar voren.

## Biografie
Algarotti werd geboren in de republiek Venetië en stamde uit een welvarende koopmansfamilie. Zijn vader en zijn oom waren verzamelaars van schilderijen. Francesco was voorbestemd om de familietraditie in de handel voort te zetten, maar gaf er de voorkeur aan beroemd te worden als schrijver.
Hij begon aan een studie in Bologna, waar hij experimentele fysica, medicijnen, maar ook beeldende kunst bestudeerde. In 1732 reisde hij door Noord-Italië. Het jaar daarop verhuisde naar Florence om zijn literaire studie te voltooien. Vervolgens trok hij naar Rome en raakte onder de indruk van de Romeinse bouwkunst.

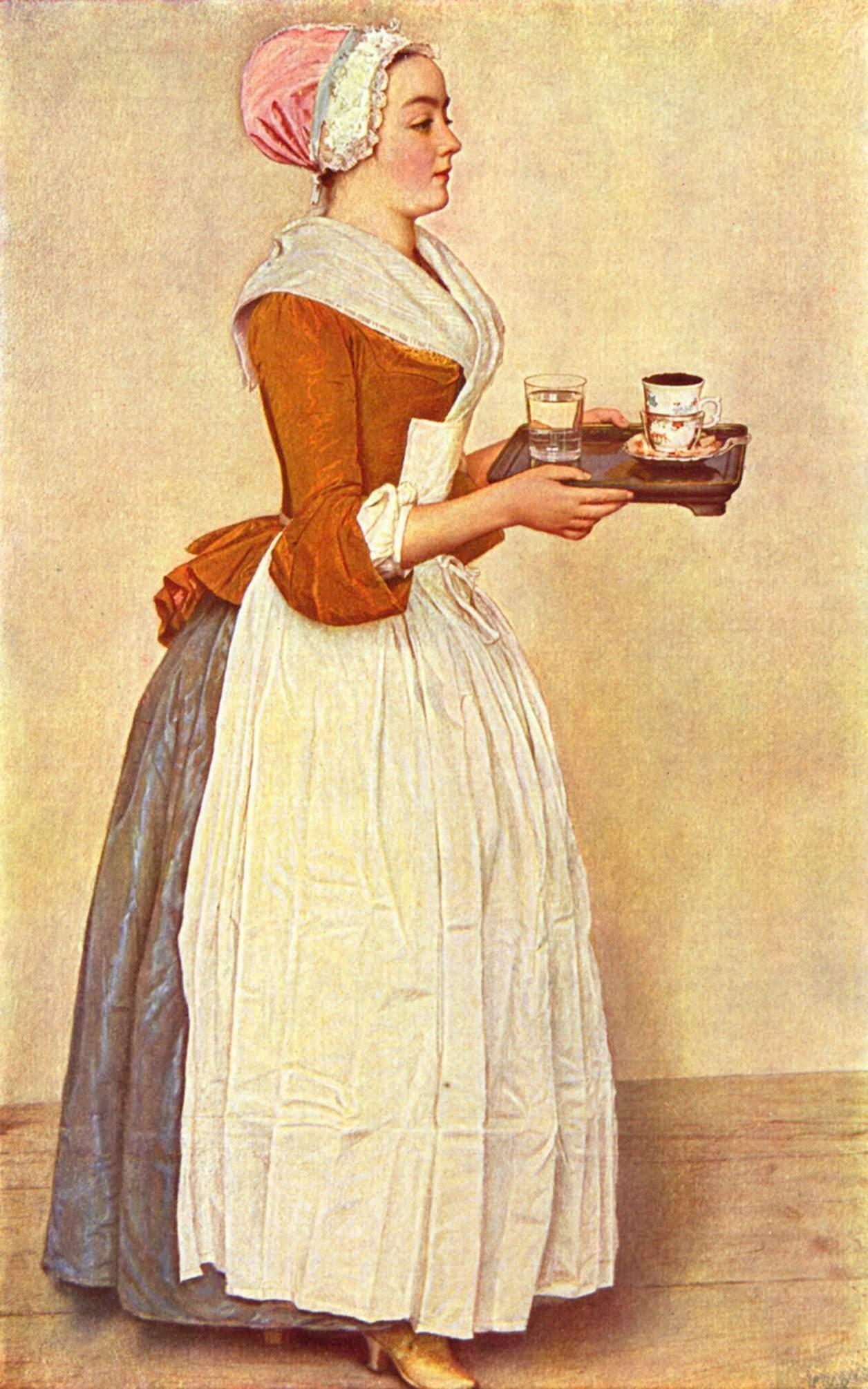
Nandl Baldauf, Het chocolademeisje door Jean-Étienne Liotard

In 1735, op de leeftijd van 23, begon hij aan een reis door Europa, maar hield zich eerst op in Cirey, waar hij Voltaire en Emilie du Châtelet leerde kennen. Na zijn verblijf in Frankrijk, ging Algarotti niet naar Lapland met Maupertuis en Anders Celsius maar naar Engeland met een introductiebrief van Voltaire. Daar werd hij ontvangen door de Royal Society, die hem ook als lid aannam. In Londen raakte hij betrokken in een driehoeksverhouding met Lord Hervey en Lady Mary Wortley Montagu, die beiden verliefd op hem raakten. Vervolgens werkte hij verder aan zijn publicatie, de Newtonianisme voor vrouwen (1737) in Italië, opgedragen aan Bernard le Bovier de Fontenelle. Het boek werd het jaar daarop overschaduwd door een uitgave van Voltaire over Newton. 

Algarotti koos voor een zeer suggestieve stijl. Waar hij kon, maakte hij seksuele toespelingen. ‘Hij doet bijvoorbeeld heel dubbelzinnig over wat er allemaal kan gebeuren als een man en een vrouw in een donkere kamer optische experimenten uitvoeren’, zegt Findlen. ‘In een andere dialoog zit de man bij de vrouw op de rand van het bad. En het hele boek is doordrongen van de idee dat hij haar verleidt via de geest, door interessante dingen te vertellen.’
Met zo’n dubieuze inhoud kon het niet uitblijven: Algarotti’s boek kwam op de Index te staan, de lijst van verboden boeken, die de katholieke kerk had opgesteld. Hoewel Algarotti zich genoodzaakt zag een aangepaste, minder aanstootgevende versie te maken, bleef het origineel populair.

In het voorjaar van 1739 ontmoette hij de 17-jarige Frederik Christiaan van Saksen in Napels. Ze reisden samen naar Venetië. Na vele verzoeken van zijn minnaars ging hij terug naar Londen. Algarotti ontmoette de Russische diplomaat Antiochus Kantemir en bracht vervolgens een bezoek aan Sint-Petersburg. De reis verliep via Newcastle, maar vanwege een zware storm kwam het geleerde gezelschap in Harlingen terecht. Algarotti beschreef de rechte straten, en grachten met hun boomrijen. Via Elseneur, de eilanden Hven en Amager, de havenstad Reval kwam hij aan in de toenmalige hoofdstad, "het oog van Rusland" (eind juni 1739). Hij bekeek uitgebreid de haven, en beschreef het leger, de Russisch-Turkse Oorlog (1735-1739) en de generaals Ulrich van Löwendal, James Keith en Peter von Lacy. Na zes weken vertrok Algarotti en reisde over Rheinsberg (september 1739). Toen zijn vertrek gepland was na of acht vijf dagen wilde Frederik dat hij zou blijven. Frederik verkeerde graag in het gezelschap van wandelende encyclopedieën. Algarotti werd belast met de publicatie van de "Antimachiavelli" in Engeland en stuurde hem boeken vanuit Londen. In juni van het jaar daarop kwam Algarotti terug en woonde in juli in Königsberg zijn kroning bij. Samen met Voltaire, die hem beschreef in een gedicht als de Venetiaanse Socrates, Jean-Baptiste Boyer, Pierre Louis de Maupertuis en de atheïst Julien Offray de La Mettrie vormden zij een filosofische kring rond Frederik de Grote in zijn stadspaleis of het nieuwe buitenverblijf bij Potsdam. Frederik produceerde een erotisch gedicht, gewijd aan Algarotti.

### Potsdam

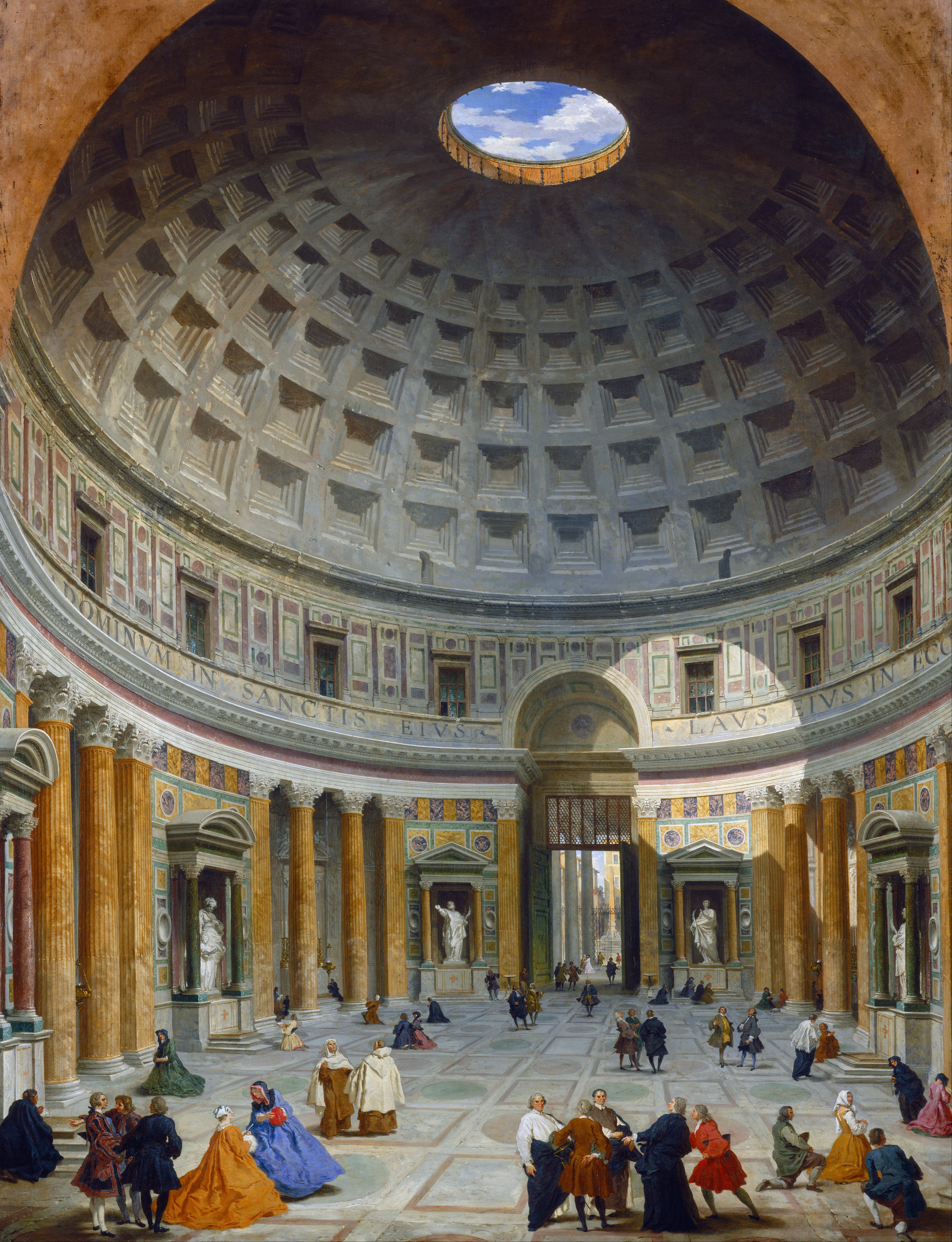
Het interieur van het Pantheon (Rome) door Giovanni Paolo Pannini, gemaakt in opdracht van Algarotti en deel uitmakend van zijn verzameling schilderijen

Hij werd in 1740 in de adelstand verheven en reisde met de nieuwbakken koning naar Bayreuth, Kehl, Straatsburg en Slot Moyland, waar zij opnieuw Voltaire ontmoetten, die voorlas uit zijn Mahomet. In 1741 vertrok hij als Pruisisch diplomaat naar Turijn om het Koninkrijk Sardinië aan de zijde van Pruisen te krijgen, en te bewegen Oostenrijk vanuit het zuiden aan te vallen. Algarotti had een ontmoeting met Lady Montagu. Frederik was teleurgesteld over de missie en de twee mannen kregen ruzie. In 1742 was hij in Dresden;
Frederik vroeg vanuit Olmütz belangstellend naar Faustina Bordoni, de vrouw van Johann Adolf Hasse. Algarotti stuurde hem de muziek van Lucio Papirio dat in januari 1742 in première was gegaan.  De jaren tussen 1743 en 1747 maakte hij enkele reizen naar Italië, op zoek naar kunstwerken in opdracht van August III van Polen. Zo leverde Algarotti 34 werken, waarvan 23 in Dresden bewaard zijn gebleven van o.a. Giambattista Tiepolo, waaronder werk van Paolo Veronese en in 1745 het meesterwerk van Jean-Étienne Liotard, Het chocolademeisje, een van de parels van de Staatliche Kunstsammlungen Dresden. Algarotti had te maken met Heinrich von Brühl, die na de dood van August de Sterke die leiding had overgenomen over de aankoop van schilderijen. Algarotti zag zichzelf graag aangesteld als bouwmeester, maar Von Brühl ging niet op zijn verzoek in. Algarotti gaf Tiepolo opdracht een schilderij te vervaardigen dat als geschenk kon dienen.

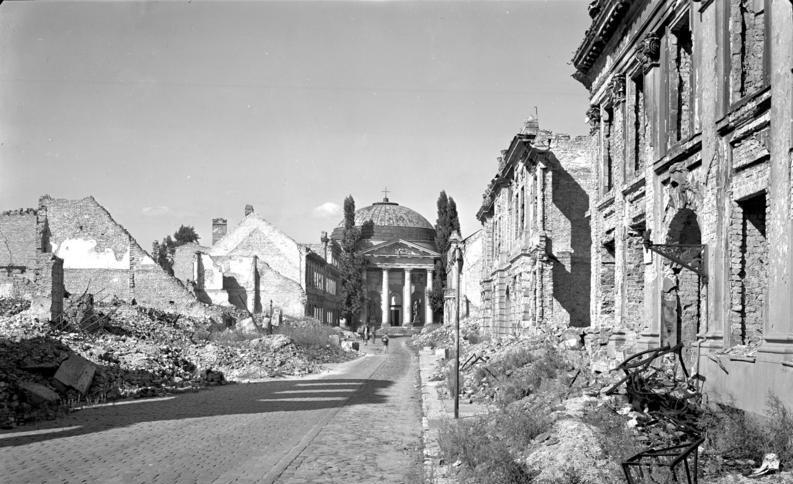
De Französische Kirche in Potsdam vlak na de oorlog

In april 1747 werd hij als kamerheer in Sanssouci aangesteld. De vaagheid rondom zijn aanstelling gaf aanleiding tot roddel. In augustus 1749 vestigde hij zich in Berlijn, en in 1752 was hij betrokken bij het ontwerpen van gebouwen in Potsdam, zoals de Französische Kirche, omdat Von Knobeldorff ziek was geworden. Algarotti kreeg een boek toegestuurd van Lord Burlington over Vitruvius en tekeningen om zich verder te oriënteren.
Het was niet Algarotti, maar Lorenz Jakob Mehling die in 1750 met Tiepolo het contract sloot om naar het bisschoppelijk paleis in Würzburg af te reizen.In februari 1753 keerde hij terug naar Italië. Hij ging niet naar Herculaneum, zoals Frederik hem had gevraagd, maar naar Padua en Venetië. Algarotti stuurde Frederik bottarga in plaats van marmer en vroeg zijn ontslag.

### Algarotti en de opera
Algarotti had waarschijnlijk al eerder als dramaturg van opera's in Berlijn gewerkt, maar in Parma (1759) waar Filips van Parma regeerde, getrouwd met een dochter van Lodewijk XV, en Tommaso Traetta als hofcomponist werkte, bemoeide hij zich vanuit Bologna met het ontwikkelen van een nieuwe operastijl. Algarotti stoorde zich aan het feit dat de opera seria zich had ontwikkeld tot "een show-venster voor zangers". Hij pleitte in 1755 voor meer aandacht voor het verhaal (de Franse Tragédie-Lyrique), meer invloed van de librettisten en afschaffing van de da capo-stijl. Ook andere componisten opteerden voor meer ballet, koor en voor een terugkeer naar de oorsprong, de Griekse tragedie. In de opera seria was naar zijn mening te veel aandacht ontstaan voor erotische en politieke intrige en vrije liefde. In de Franse opera werd evenwel zo slecht gezongen dat de meeste buitenlanders het niet konden aanhoren en zijn ideeën vonden niet dadelijk ingang, totdat een Franse minister in Parma, Guillaume du Tillot zich met de zaak bemoeide.
De rest van zijn leven bracht hij vrijwel geheel door in Pisa, waar hij overleed op de leeftijd van drieënvijftig tijdens de voorbereiding van de publicatie van al zijn werken.

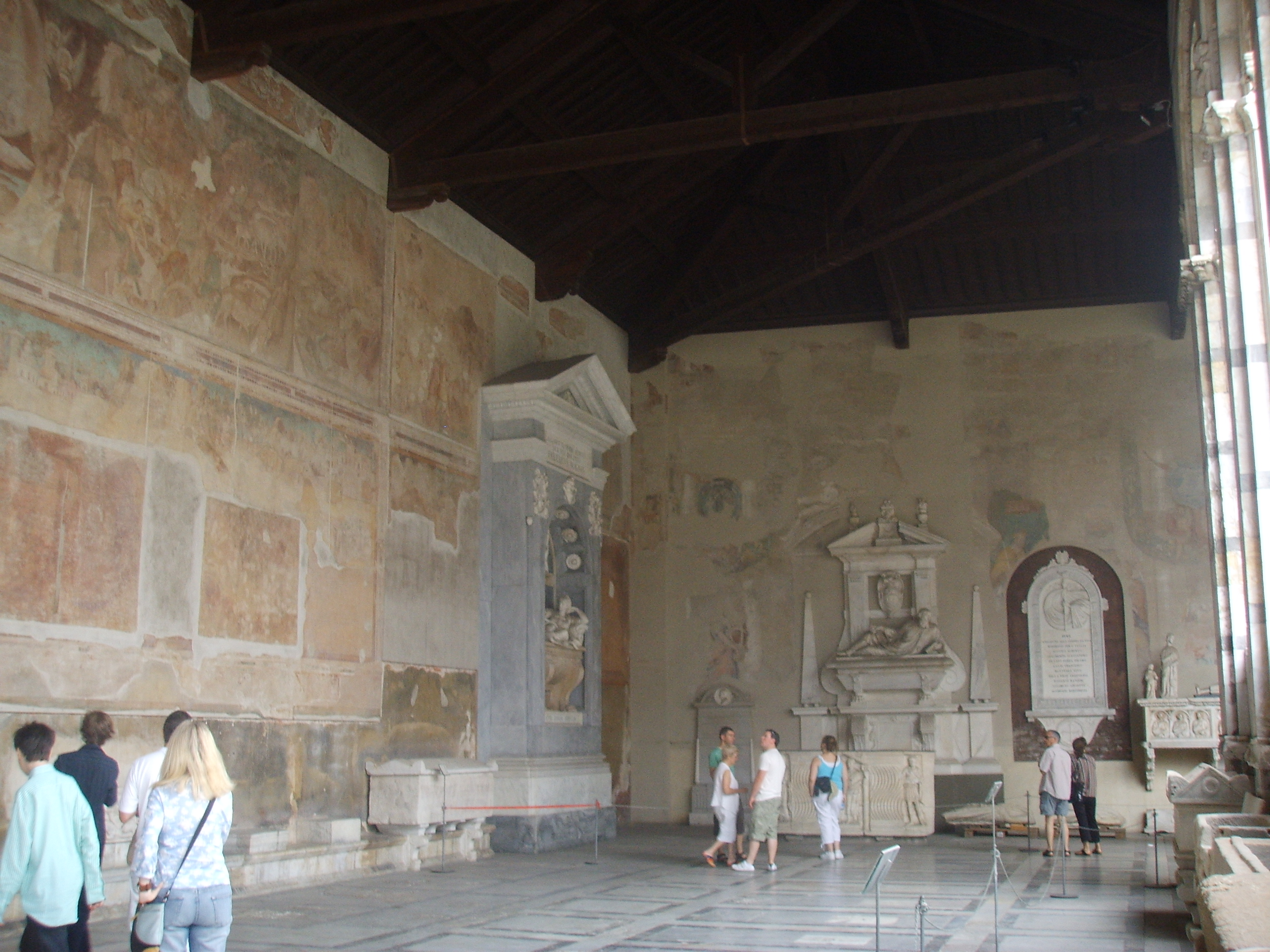
Het graf van Algarotti linksachter, ontworpen in neo-clascistische stijl door Tesi

Hij stierf verzwakt door de tering en werd begraven op de Camposanto. Zijn grafschrift was bedacht door de koning van Pruisen: "Ovidius discipuli Algarotti, Neuton aemula, Federicus rex"; de erfgenamen veranderden rex in rex magnus. De titel ging over op zijn broer Bonomo (1706-1776), een bankier in Venetië. Zijn vriend, de architectuurtekenaar Mauro Tesi, bezweek twee jaar later aan de tering.

De pelgrimsreis naar Cythera (1720) door Antoine Watteau Slot Charlottenburg

## Werken
Zijn verzameld werk verscheen aan het eind van de 18e eeuw in 17 delen.
- "Brieven, behelzende een berigt aangaande den koophandel, de scheepvaart, inkomsten en krygsmagt van Rusland. Beneffens een verhaal van den Russischen oorlog tegen de Turken in den jaare MDCCXXXV. Geschreeven door den beroemden Algarotti." Harlingen, 1770. Algarotti verleek tsaar Peter de Grote met Galileo Galilei; twee mannen die beiden hun landgenoten uit de achterlijkheid haalden.
- "Congres van Cythera", een gedicht (1746)
- "An essay on painting" (1766).[27] De Franse vertaling was opgedragen aan Abel François Poisson de broer van Madame de Pompadour.
- "An essay on architecture" (1753).[28]
- Schriften zur Kunst herausgegeben, übersetzt und kommentiert von Hans W. Schumacher.[29]
- "An essay on the opera" (1767), oorspronkelijk in 1755 en in 1763 uitgegeven in het Italiaans. Het werk, maar ook de Buffonistenstrijd, had grote invloed op Christoph Willibald Gluck en zijn opera Orfeo ed Euridice.[30] Algarotti drong in zijn essay aan op een sterk vereenvoudigde vorm van de opera seria, waarin het verhaal niet achtergesteld moest worden aan de muziek, dans en decor.[31]
- De Newtoniaansche wysbegeerte voor de vrouwen, of Samenspraaken over het licht, de kleuren en de aantrekkingskragt (1775)
- "Letters military and political" (1782), waarin zelfs het Beleg van Bergen op Zoom (1747) wordt beschreven.[32]
- "Essai sur la durée des règnes des sept rois de Rome"
- "Essai sur l'empire des Incas"